# جاده ویبرگسکویه

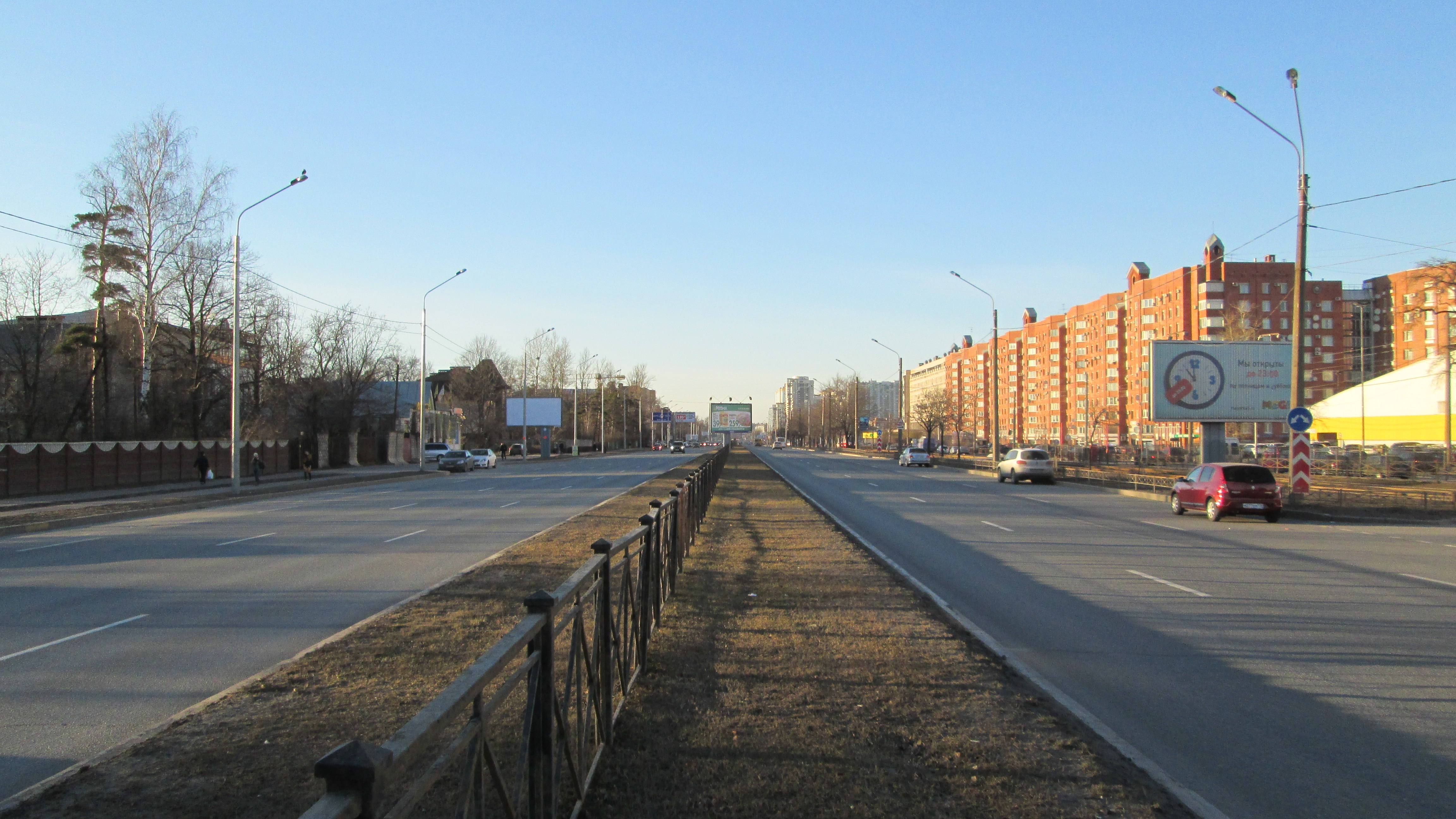

بزرگراه ویبرگسکویه (به روسی: Выборгское шоссе) جاده‌ای در منطقهٔ ویبورگ سن‌پترزبورگ است که از خیابان انگلس آغاز می‌شود و تا مرز شهر ادامه دارد. این بزرگراه در گذشته مسیر اصلی ورودی شمالی به سن‌پترزبورگ بوده است.

## تاریخچه
بزرگراه ویبورگ یکی از قدیمی‌ترین خیابان‌های سن‌پترزبورگ است. این بزرگراه بخشی از مسیر تاریخی و پیشا-پترویی است که توسط سوئدی‌ها احداث شده و نیئن‌شانتز را به ویبورگ و فنلاند متصل می‌کرد. در آن زمان این مناطق تحت حاکمیت سوئد بودند. دیگر بخش‌های این مسیر تاریخی در سن‌پترزبورگ شامل خیابان بزرگ سامپسونیفسکی و بخش جنوبی خیابان انگلس می‌شوند.
در سدهٔ هجدهم و سدهٔ نوزدهم این مسیر به «جادهٔ ویبورگ» معروف بود و سپس به نام‌های «جادهٔ قدیمی ویبورگ» و «جادهٔ پارگولوو» شناخته شد.

## موقعیت جغرافیایی
بزرگراه ویبورگ در شمال سن‌پترزبورگ و در منطقهٔ ویبورگ واقع شده است. این بزرگراه از خیابان انگلس (که تا سال ۱۹۱۷ نیز «بزرگراه ویبورگ» نامیده می‌شد) آغاز می‌شود. این نقطه به کوه پُکلونایا در منطقهٔ تاریخی اُزرکی و ایستگاه متروی اُزرکی نزدیک است.
بزرگراه به سمت شمال‌غربی امتداد می‌یابد و به موازات سه دریاچهٔ سوزدالسکی می‌گذرد. این مسیر مناطق اُزرکی، شووالوفو و گورستان شووالوفو را از یک‌سو و محله‌های شووالوفو-اُزرکی را از سوی دیگر جدا می‌کند. بخش شهری این بزرگراه، مطابق با فهرست نام خیابان‌ها، پل‌ها، باغ‌ها و پارک‌های سن‌پترزبورگ، پس از تقاطع با خیابان سوزدالسکی پایان می‌یابد. این تقاطع دو سطحی در زیر پل سوزدالسکی و نزدیک خط آهن حلقه‌ای پارناس قرار دارد.
پس از این نقطه، بزرگراه از پارگولوو می‌گذرد و پارک شووالوفو را از منطقهٔ تاریخی پارناس جدا می‌کند. در مرکز پارگولوو، خیابان وُکزالنا از بزرگراه منشعب می‌شود و به سمت ایستگاه قطار پارگولوو می‌رود.
پس از پارگولوو، بزرگراه ویبورگ با کمربندی خودرویی سن‌پترزبورگ تقاطع دو سطحی دارد و از غرب روستای اُسینوایا رُشا و پارک عمارت اُسینوایا رُشا عبور می‌کند. در این منطقه بزرگراه گورسکویه و بزرگراه پسوچنویه به سمت غرب و بزرگراه پریوزرسکویه به سمت شرق منشعب می‌شوند.
بزرگراه در مرز سن‌پترزبورگ و در نزدیکی شهر سرتولوو در منطقهٔ وسیولوژسکی استان لنینگراد پایان می‌یابد. پس از این نقطه، بزرگراه به عنوان بزرگراه ویبورگ شرقی ادامه یافته و به مسیرهای منطقه‌ای الگو:Табличка-ru و الگو:Табличка-ru متصل می‌شود که با بزرگراه اسکاندیناوی در نزدیکی ویبورگ ادغام می‌شوند.